# Microcitrus australisica
Microcitrus australisica je botanický druh citrusu (čeleď routovité (Rutaceae)) náležící do skupiny tzv. Australských limetek. Mezi citrusy je tento druh kuriozitou díky svým nevšedním plodům, tzv. kaviárovým limetkám, jejichž šťavnaté váčky svým tvarem a strukturou připomínají kaviár.

## Ekologie
Přirozeně se rostlina vyskytuje v oblasti východní Austrálie, konkrétně v pobřežních oblastech jihovýchodu Queenslandu a severovýchodu Nového Jižního Walesu. Zde (v severní části subtropických Gondwanských deštných pralesů Austrálie) je microcitrus endemickou součástí přirozené pralesní flóry.
Jako pro užitek pěstovaná rostlina preferuje na živiny bohaté, mírně kyselé půdy, dostatečné zavlažování a umístění v polostínu.

## Popis
Stálezelená rostlina má podobu stromu nebo keře. Ten může dorůstat až do výšky 6 m, kultivované rostliny mají však nejčastěji podobu právě keře či nízkého stromu, 2–3 m vysokých. Ze semínka vypěstovaný stromek začíná plodit ve svém 15. roce života (rostlinu je možno roubovat na Citronečník trojlistý (Poncirus trifoliata)). 
Listy jsou drobné, oválné, hladké, protkané olejnatými žlázkami.
Květy jsou trojčetné, bílé nebo bledě růžové.
Ostré trny mohou dosahovat délky až 2,5 cm.
Hesperidium (plod) je podlouhlé, válcovité, dosahuje délky 1,5–10 cm, hmotnosti 7–42 g, bývá rozděleno na 5–7 segmentů a špičatě zakončený. Jak ektokarp, tak dužnina mohou nabývat mnoha různých barev, od zelené, přes různé odstíny červené, růžové, žluté až fialové. Dužnaté váčky jsou granulovité, na rozdíl od jiných citrusů volné. Chuťově je dužnina o něco málo kyselejší, než je standardní limetka. Semena jsou monoembryotická, drobná (6–7 mm), vejcovitá, ze strany zploštělá.

## Objev a produkce
Rostlina byla popsána roku 1788 britskými osadníky, kteří si z jejich plodů vyráběli nápoje a džemy. Kvůli značné expanzi jejich hospodářských ploch však rostlina skoro vymizela. Nevšední plody rostliny a jejich teoretické, s běžnými citrusy srovnatelné využití upoutaly pozornost až v roce 1899, a to botanika Fredericka M. Baileyho. V roce 1915 se o rostlině jiný botanik, Walter Tennyson Swingle, zmiňuje jakožto o okrasné rostlině. Formální výzkum druhů a první pokusy o šlechtění australských limet započalo až roku 1960 CSIRO.
Komerčně se dnes microcitrus pěstuje hlavně v Austrálii (20 tun/rok), dále v malém množství i na Floridě, v Kalifornii, Mexiku, Guatemale, Španělsku, Francii, Itálii a na některých ostrovech ve Středozemí.
Plody se pro svou křehkost musí sbírat ručně. Cena jednoho kusu ovoce se pohybuje přibližně kolem 2 €, cena za kilogram pak odpovídá 100€.

## Význam
Pro svou aktraktivní podobu i chuť je tzv. limetkový kaviár oblíbeným dekoračním prvkem užívaným v některých (zejména luxusních) restauracích. Plody jako takové jsou považovány za delikatesu.

## Galerie

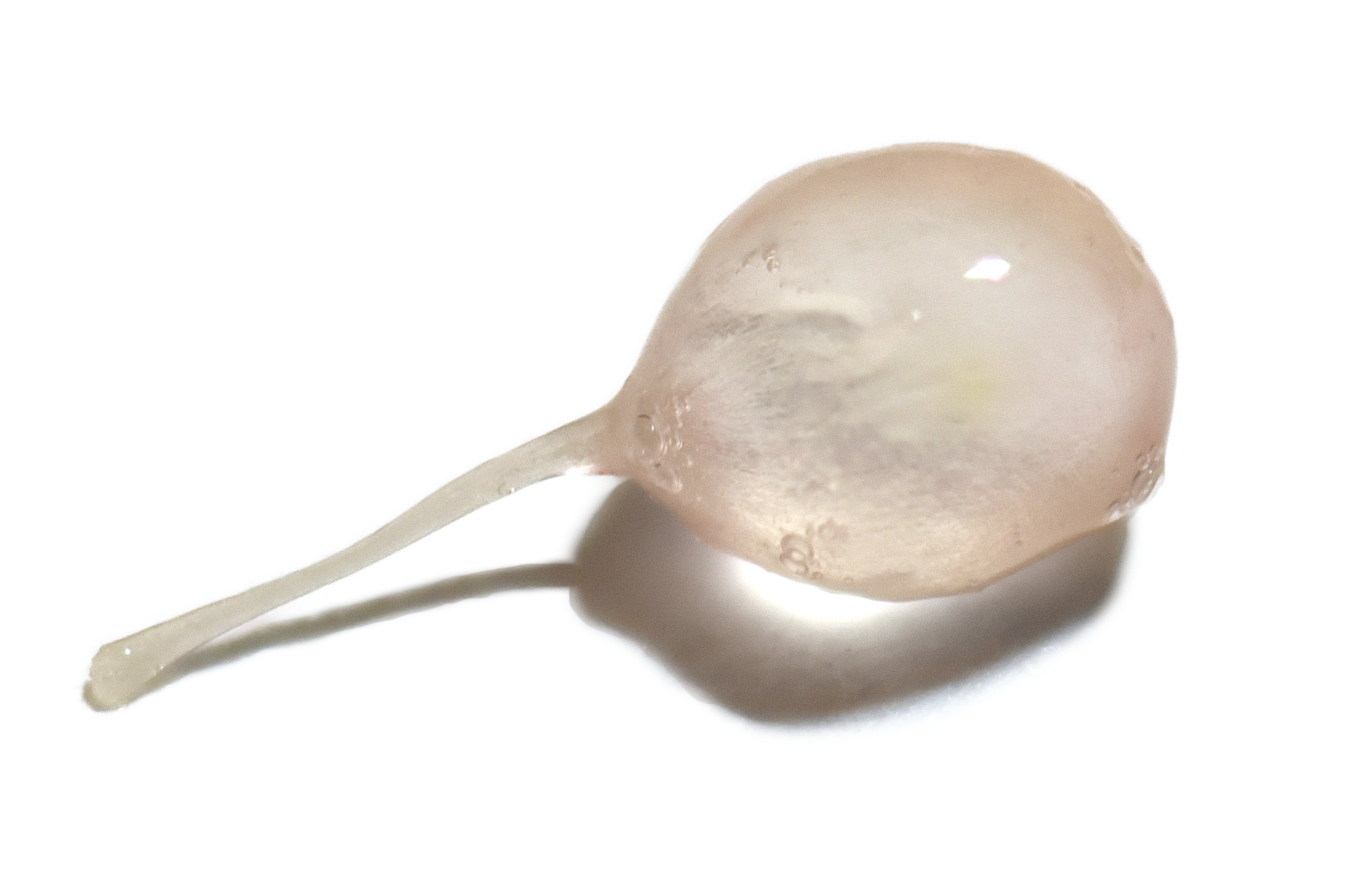
Detail šťavnatého váčku
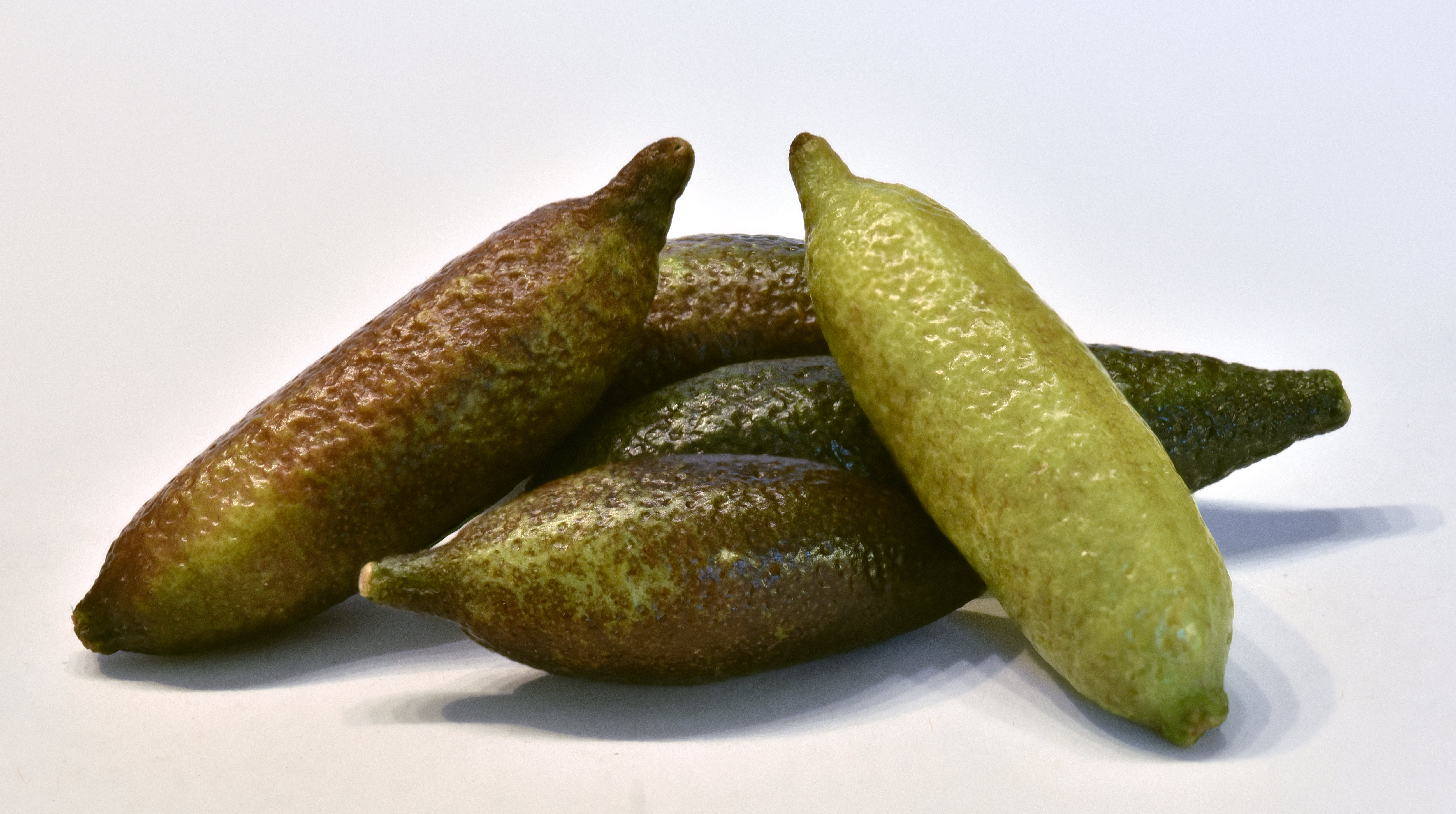
Plody
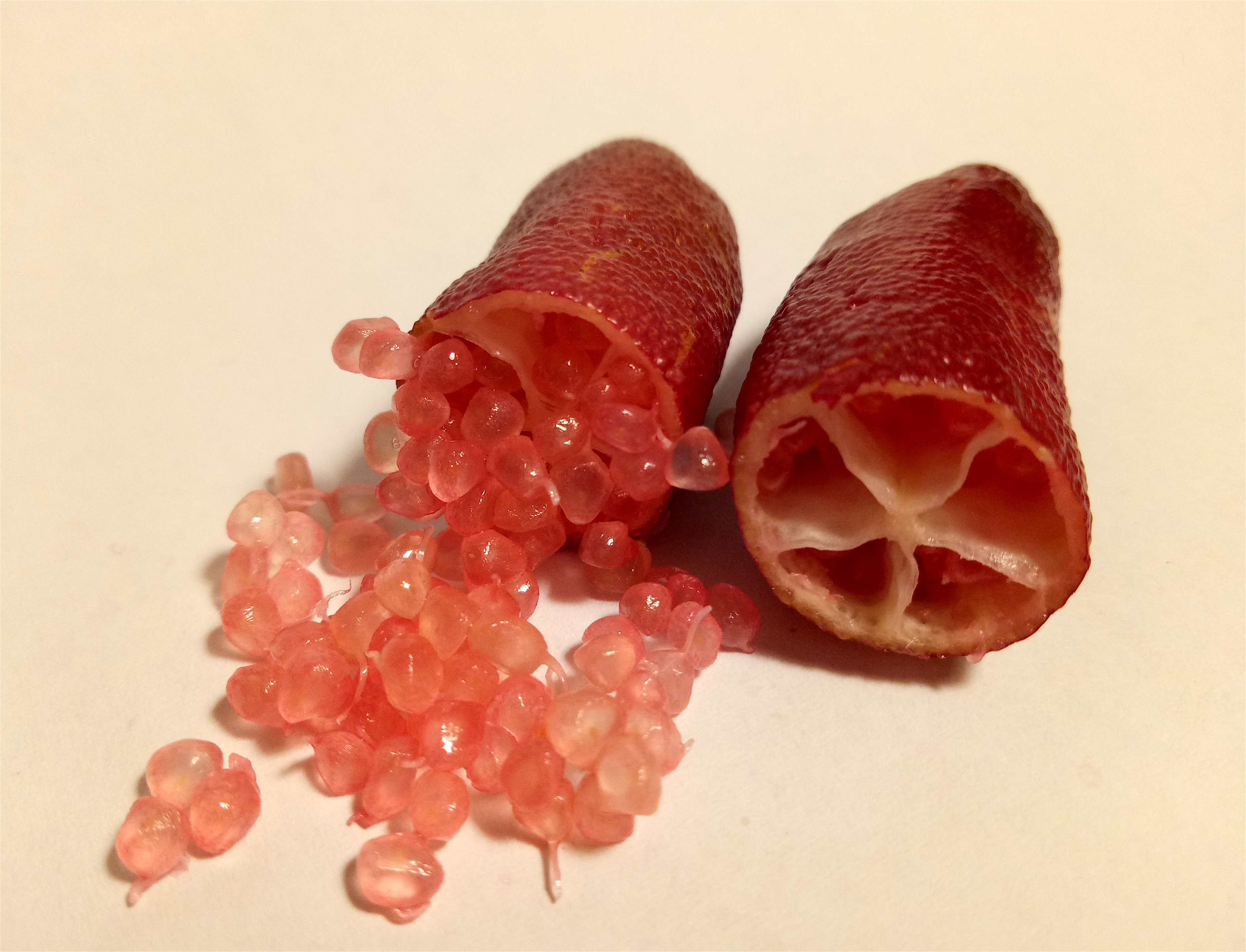
Varianta s červenou kůrou i dužninou
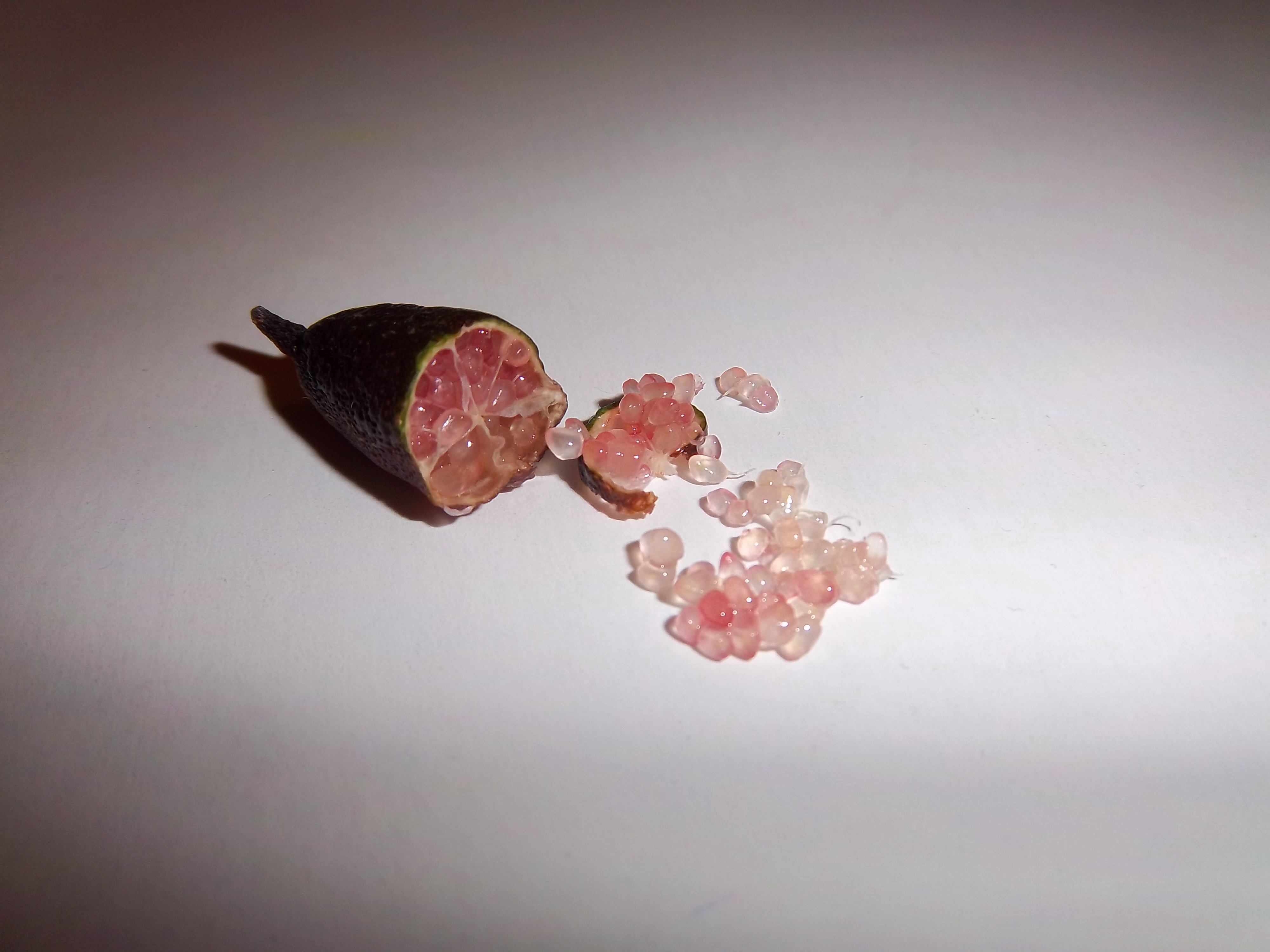
Varianta s růžovozelenou kůrou a růžovou dužninou
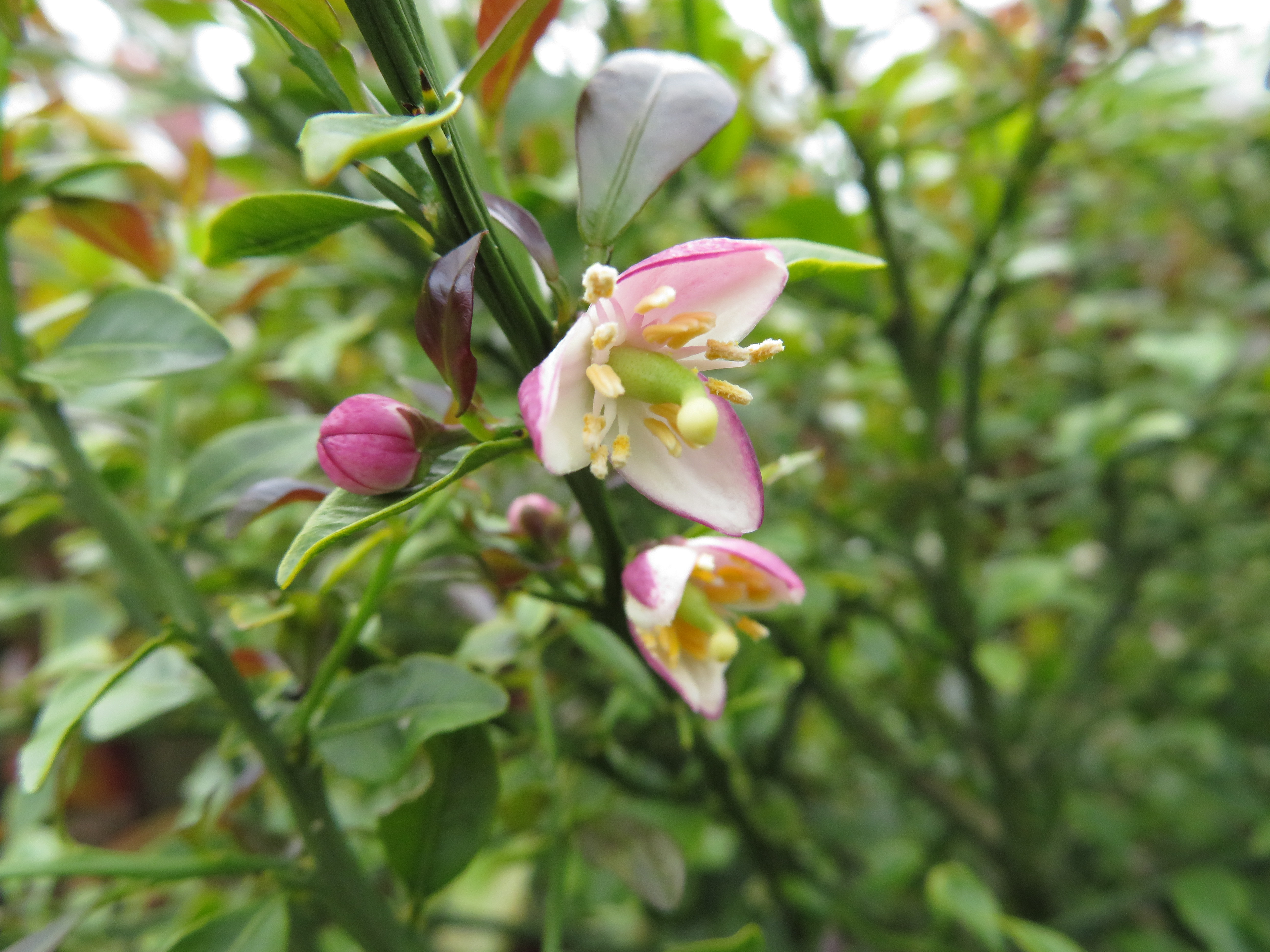
Květy a poupata
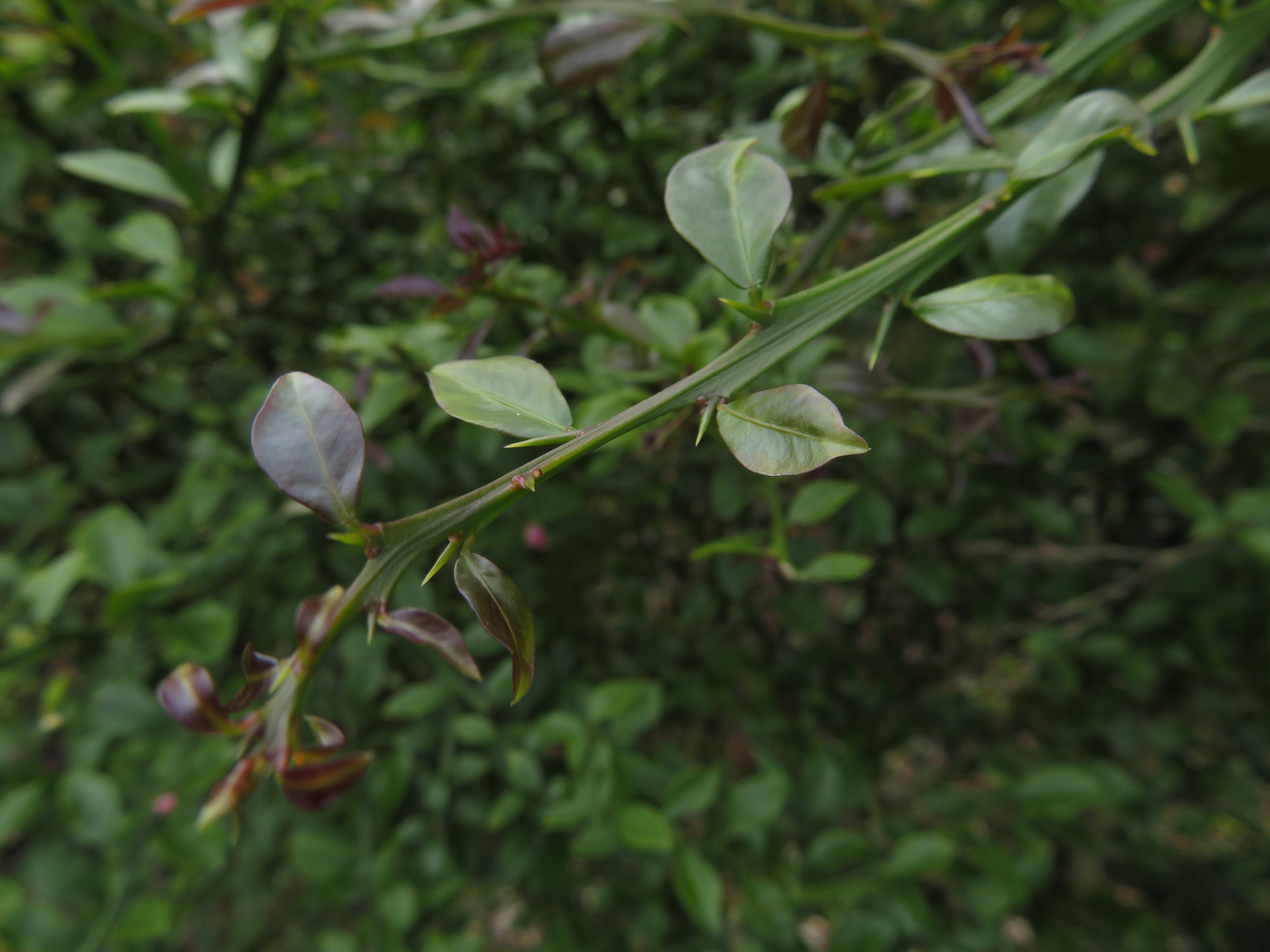
Detail větvičky
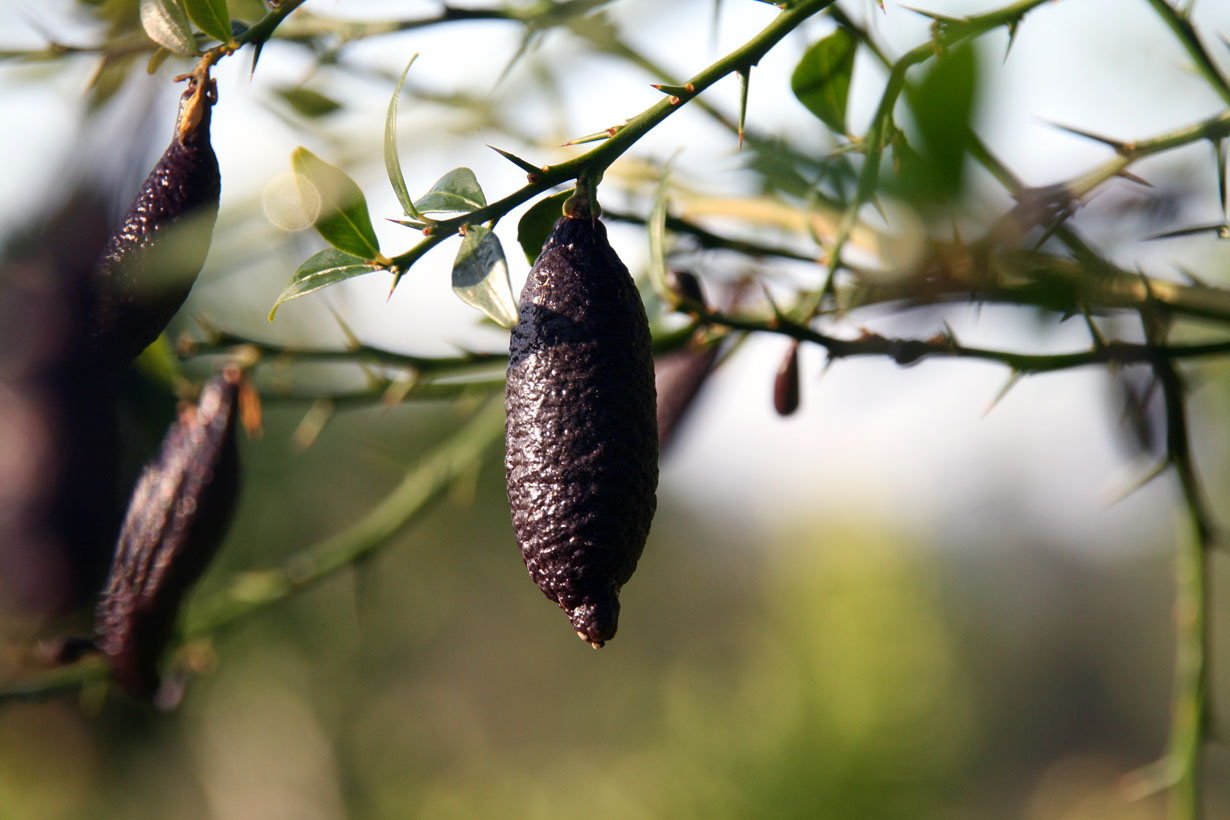
Plody na rostlině
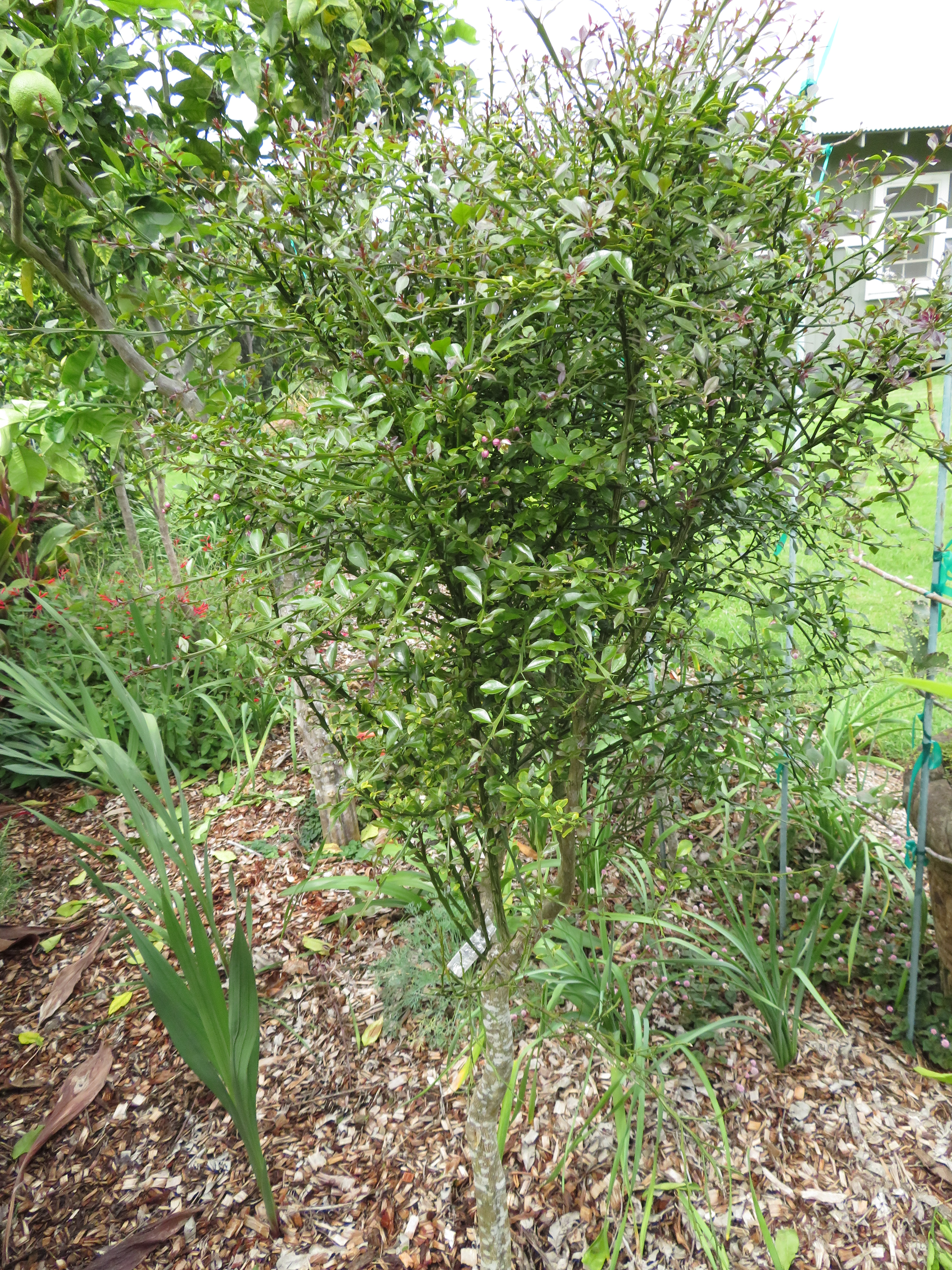
Stromkovitá forma rostliny
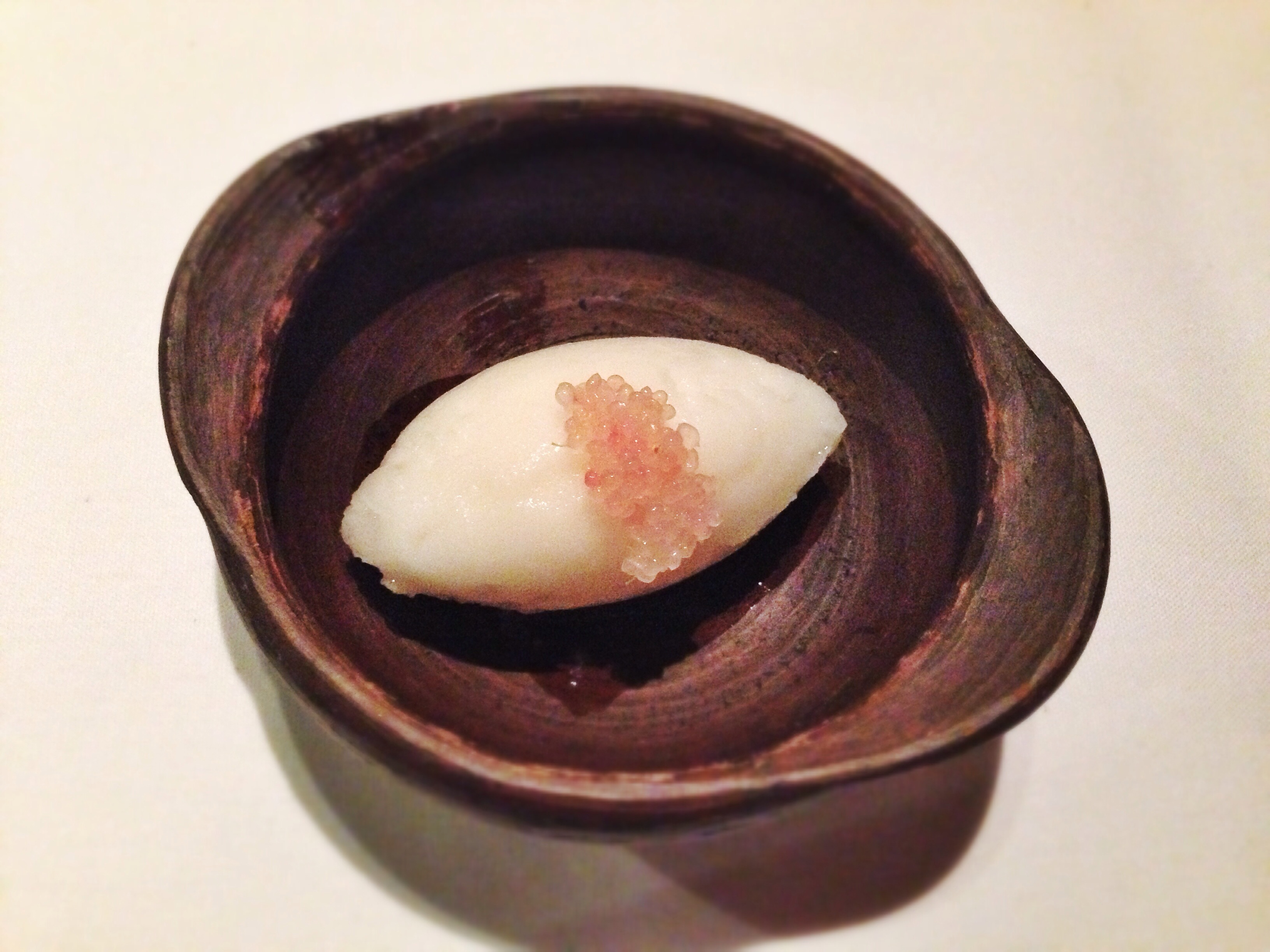
Limetkový "kaviár" na kopečku zmrzliny
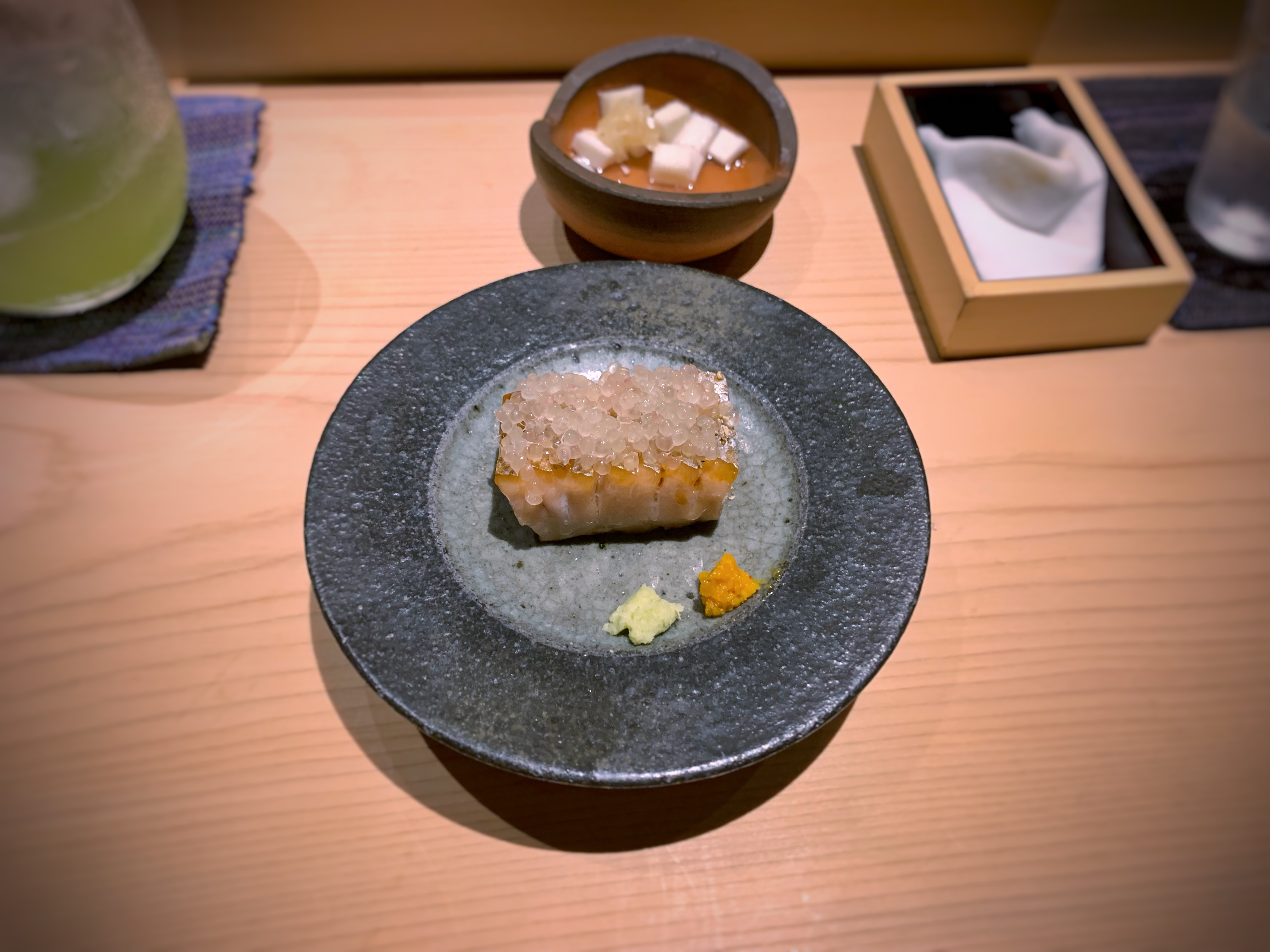
Maso leskyně, limetkový kaviár, wasabi a yuzu papričky

## Kultivary
Planě se v australské přírodě vyskytuje na 65 variant tohoto microcitrusu, majorita z nich však není ke konzumaci vhodná. Díky popularitě a rostoucí poptávce po tomto citrusu ale postupně přibývají nové kultivary různých barevných odstínů. Nejrozšířenějšími kultivary jsou:
- Alstonville
- Blunobia Pink Crystal
- Byron Sunrise
- Jali Red
- Judy's Everbearing
- Pink Ice
- Rainforest Pearl